# Kazimieras Černis
| 68730 Straizys         | 15 marzo 2002     |
| 73059 Kaunas           | 16 marzo 2002     |
| 95593 Azusienis        | 16 marzo 2002     |
| 95851 Stromvil         | 26 marzo 2003     |
| 124192 Moletai         | 26 luglio 2001    |
| 135561 Tautvaišienė    | 16 marzo 2002     |
| 140628 Klaipeda        | 20 ottobre 2001   |
| 141496 Bartkevicius    | 15 marzo 2002     |
| 144752 Plungė          | 16 aprile 2004    |
| 151430 Nemunas         | 16 marzo 2002     |
| 154932 Sviderskiene    | 12 ottobre 2004   |
| 155138 Pucinskas       | 9 ottobre 2005    |
| 157396 Vansevičius     | 13 ottobre 2004   |
| 157534 Siauliai        | 8 ottobre 2005    |
| 166229 Palanga         | 17 marzo 2002     |
| 167960 Rudzikas        | 13 marzo 2005     |
| 169568 Baranauskas     | 16 marzo 2002     |
| 175548 Sudzius         | 27 settembre 2006 |
| 180141 Sperauskas      | 26 marzo 2003     |
| 184096 Kazlauskas      | 16 aprile 2004    |
| 185150 Panevezys       | 23 settembre 2006 |
| 187276 Meistas         | 8 ottobre 2005    |
| 189396 Sielewicz       | 2 maggio 2008     |
| 191775 Poczobut        | 12 ottobre 2004   |
| 198820 Iwanowska       | 13 marzo 2005     |
| 202092 Algirdas        | 11 ottobre 2004   |
| 202093 Jogaila         | 11 ottobre 2004   |
| 202704 Utena           | 14 aprile 2007    |
| 203823 Zdanavičius     | 5 ottobre 2002    |
| 210147 Žalgiris        | 21 settembre 2006 |
| 212587 Bartasiute      | 23 settembre 2006 |
| 212606 Janulis         | 27 settembre 2006 |
| 212692 Lazauskaite     | 23 marzo 2007     |
| 212977 Birutė          | 2 febbraio 2009   |
| 214678 Slavėnas        | 25 settembre 2006 |
| 225033 Maskoliunas     | 23 marzo 2007     |
| 226672 Kucinskas       | 16 aprile 2004    |
| 231040 Kakaras         | 10 marzo 2005     |
| 233661 Alytus          | 31 agosto 2008    |
| 237845 Neris           | 16 marzo 2002     |
| 242479 Marijampole     | 12 ottobre 2004   |
| 245983 Machholz        | 26 settembre 2006 |
| 248839 Mazeikiai       | 25 settembre 2006 |
| 248993 Jonava          | 14 aprile 2007    |
| 252794 Maironis        | 16 marzo 2002     |
| 270903 Pakštienė       | 5 ottobre 2002    |
| 274084 Baldone         | 3 gennaio 2008    |
| 278640 Elenačernienė   | 2 settembre 2008  |
| 284984 Ikaunieks       | 12 aprile 2010    |
| 286693 Kodaitis        | 16 marzo 2002     |
| 288959 Biržai          | 11 ottobre 2004   |
| 288960 Steponasdarius  | 11 ottobre 2004   |
| 288961 Stasysgirėnas   | 12 ottobre 2004   |
| 289020 Ukmerge         | 12 ottobre 2004   |
| 289021 Juzeliunas      | 12 ottobre 2004   |
| 289121 Druskininkai    | 12 ottobre 2004   |
| 292490 Sienkiewicz     | 24 settembre 2006 |
| 294664 Trakai          | 3 gennaio 2008    |
| 296968 Ignatianum      | 12 marzo 2010     |
| 299897 Skipitis        | 23 settembre 2006 |
| 302849 Richardboyle    | 27 marzo 2003     |
| 305181 Donelaitis      | 5 novembre 2007   |
| 308934 Merkinė         | 25 settembre 2006 |
| 309206 Mažvydas        | 14 aprile 2007    |
| 319009 Kudirka         | 10 ottobre 2005   |
| 319601 Šilutė          | 25 settembre 2006 |
| 319636 Dziewulski      | 23 settembre 2006 |
| 320153 Eglitis         | 23 marzo 2007     |
| 321045 Kretinga        | 31 agosto 2008    |
| 321324 Vytautas        | 25 aprile 2009    |
| 322539 Telšiai         | 25 settembre 2006 |
| 324417 Kaišiadorys     | 27 settembre 2006 |
| 324787 Włodarczyk      | 15 aprile 2007    |
| 325588 Bridzius        | 19 settembre 2009 |
| 327977 Skarga          | 24 marzo 2007     |
| 330836 Orius           | 25 aprile 2009    |
| 332530 Canders         | 29 luglio 2008    |
| 335668 Ignalina        | 24 settembre 2006 |
| 336109 Rokiškis        | 2 maggio 2008     |
| 338274 Valančius       | 5 ottobre 2002    |
| 339855 Kedainiai       | 7 ottobre 2005    |
| 343157 Mindaugas       | 25 aprile 2009    |
| 346318 Elektrėnai      | 31 agosto 2008    |
| 348511 Žemaitė         | 10 ottobre 2005   |
| 352646 Blumbahs        | 25 luglio 2008    |
| 353404 Laugalys        | 25 settembre 2006 |
| 353577 Gediminas       | 5 gennaio 2008    |
| 361524 Klimka          | 24 marzo 2007     |
| 363706 Karazija        | 14 ottobre 2004   |
| 370796 Gasiunas        | 12 ottobre 2004   |
| 374131 Vitkauskas      | 12 ottobre 2004   |
| 386056 Tauragė         | 24 marzo 2007     |
| 391042 Dubietis        | 8 ottobre 2005    |
| 392142 Solheim         | 16 aprile 2009    |
| 400072 Radviliškis     | 25 settembre 2006 |
| 406006 Ralys           | 23 settembre 2006 |
| 418220 Kestutis        | 3 febbraio 2008   |
| 420356 Praamzius       | 23 gennaio 2012   |
| 428694 Saule           | 29 luglio 2008    |
| 444562 Visaginas       | 25 settembre 2006 |
| 450737 Sarbievius      | 14 aprile 2007    |
| 453256 Gucevičius      | 23 settembre 2008 |
| 457303 Daina           | 23 settembre 2008 |
| 457743 Balklavs        | 18 aprile 2009    |
| 483615 Martinmccarthy  | 18 settembre 2004 |
| 483636 Treanor         | 11 ottobre 2004   |
| 483637 Johanstein      | 12 ottobre 2004   |
| 545564 Sabonis         | 23 agosto 2011    |
| 545619 Lapuska         | 3 settembre 2011  |
| 551878 Stoeger         | 29 febbraio 2012  |
| 555128 Birštonas       | 12 settembre 2013 |
| 560794 Ugoboncompagni  | 23 novembre 2012  |
| 562971 Johannhagen     | 23 febbraio 2012  |
| 565184 Janusz          | 22 febbraio 2012  |
| 567580 Latuni          | 23 ottobre 2017   |
| 582928 Smriglio        | 23 febbraio 2012  |
| 592244 Daukantas       | 6 maggio 2013     |
| 598895 Artjuhs         | 16 aprile 2009    |
| 604750 Marisabele      | 6 ottobre 2015    |
| 604827 Rietavas        | 11 ottobre 2015   |
| 611494 Gionti          | 18 maggio 2014    |
| 612946 Žirmūnai        | 10 marzo 2005     |
| 623031 Cartaya         | 28 marzo 2015     |
| 635478 Fotonikalv      | 4 settembre 2013  |
| 658642 Carreira        | 29 settembre 2017 |
| 658787 Alksnis         | 19 ottobre 2017   |
| 658882 Žemaitija       | 23 ottobre 2017   |
| 660798 Karltreusch     | 21 febbraio 2012  |
| 671271 Richardadsouza  | 24 novembre 2012  |
| 709193 Concettafinardi | 13 novembre 2012  |
| 714305 Panceri         | 27 settembre 2011 |
| 722063 Andrasz         | 3 maggio 2013     |

Kazimieras Černis (Vilnius, 11 novembre 1958) è un astronomo lituano.
Laureatosi nel 1981 all'Università di Vilnius, ha poi lavorato tra il 1981 e il 1990 presso l'Istituto di Fisica dell'Accademia Lituana delle Scienze. Dal 1996 è ricercatore seniore all'Istituto di Fisica Teorica e Astronomia dell'Università di Vilnius. È membro dell'Unione Astronomica Internazionale .
Il Minor Planet Center gli accredita la scoperta di oltre centosettanta asteroidi, effettuate tra il 2001 e il 2017, in parte in collaborazione con altri astronomi: Richard P. Boyle, Edvardas Černis, Ilgmārs Eglītis, Vygandas Laugalys, Justas Zdanavičius e Kazimieras Zdanavičius. Tra queste di particolare rilievo la scoperta nel 2012 con Richard Boyle di 420356 Praamzius, un TNO e possibile pianeta nano.
Inoltre ha scoperto o coscoperto le comete non periodiche C/1980 O1 Cernis-Petrauskas, C/1983 O1 Cernis, C/1990 E1 Cernis-Kiuchi-Nakamura, C/2004 H6 SWAN ed oltre venti comete SOHO tra le quali la centesima..